# San Fernando (Camarines Sur)
San Fernando (Bayan ng San Fernando) är en kommun i Filippinerna. Kommunen ligger på ön Luzon, och tillhör provinsen Camarines Sur. Folkmängden uppgår till 35 258 invånare år 2015.

## Barangayer
San Fernando är indelat i 22 barangayer.
| - Alianza - Beberon - Bical - Bocal - Bonifacio (Pob.) - Buenavista (Pob.) - Calascagas - Cotmo - Daculang Tubig - Del Pilar (Pob.) - Gñaran | - Grijalvo - Lupi - Maragñi - Pamukid - Pinamasagan - Pipian - Planza - Rizal (Pob.) - San Joaquin - Santa Cruz - Tagpocol |